# Maria Maddalena (film 2000)
Maria Maddalena, anche noto come Gli amici di Gesù - Maria Maddalena, è un film per la televisione del 2000, diretto da Raffaele Mertes.

## Trama
La storia di Maria Maddalena, ripudiata dal marito perché sterile. Conoscerà successivamente l'amore per il generale Lucio Vitellio e il potere. Sarà però l'incontro con Gesù a farle capire quanto l'amore per il prossimo e per la vita sia più forte della morte e di ogni bene materiale.